# 660-е годы
660-е (шестьсо́т шестидеся́тые) го́ды по юлианскому календарю — промежуток времени с 1 января 660 года по 31 декабря 669 года, включающий 660 год 6-го десятилетия   и с 661 по 669 годы    7-го десятилетия VII века 1-го тысячелетия.  Они закончились 1356 лет назад.

## Важнейшие события
- Омейядский халифат (661—750).
- Начало 660-х годов — Констант II подчинил славянские племена, расселившиеся в Греции в районе Коринфа.
- 660-е годы — к Китаю отходят земли к югу от Тянь-Шаня Укрепляется власть империи над тогонцами и тангутами.
- 660-е годы — присоединение к Китаю Северного Вьетнама. Образование провинции с центром в Цзяочжи.
- 660-е годы — Славянское княжество Карантания впервые упоминается в исторических источниках.
- 660-е годы — Хилдерик II был избран королём Австразии.
- 660-е годы — Свитхель и Сигеберт II избраны королями Эссекса.
- 660-е годы — Соправителями Лангобардов после смерти их отца Ариперта I стали его сыновья Бертари и Годеперт.
- Конец 660-х годов — Феодор Кентерберийский провозглашён архиепископом Кентерберийским.
- Конец 660-х годов — Арабские войска победили народ Гарамантов.
- 668 — Император Византии Констант II убит заговорщиками в Сиракузах.